# Rosastrupig bekard
För fågelarten Pachyramphus minor, se smyckesbekard.
Rosastrupig bekard (Pachyramphus aglaiae) är en amerikansk fågel i familjen tityror inom ordningen tättingar, den nordligast förekommande i familjen.

## Utseende och läten
Rosastrupig bekard är en 16,5–18 cm lång, satt, kortstjärtad fågel med kort, mörk näbb och svart hjässa. Hanen är enhetligt grå med en rosa fläck på strupen, medan honan är brun ovan och beige under. Lätet beskrivs i engelsk litteratur som ett mycket ljust och tunt "sweetsoo" eller "seeelee". Även ett nasalt, gnissligt tjatter som avslutas med en tunn dalande ton kan höras, liksom ett ringande "tzeeeeeew".

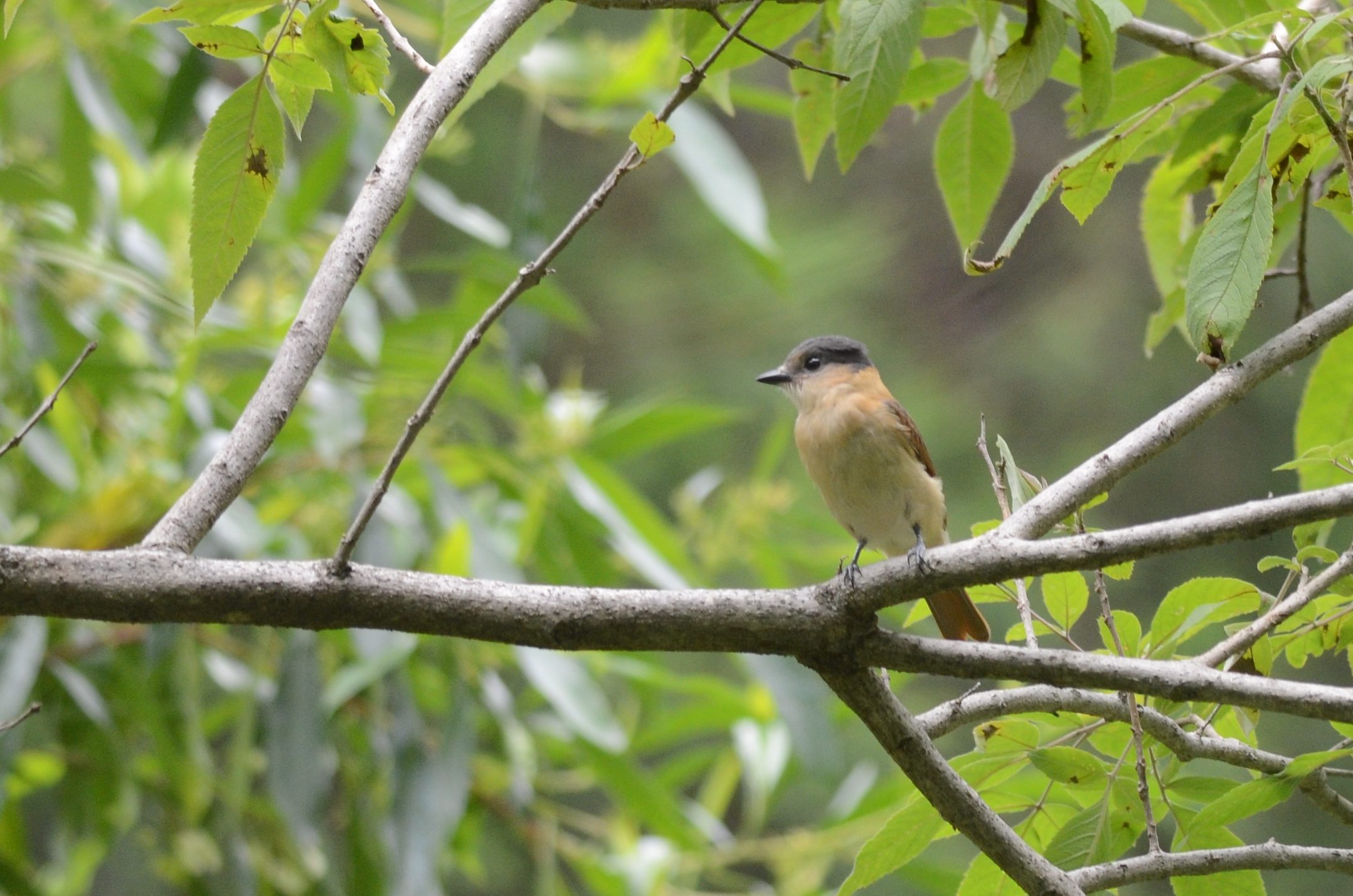
Hona rosastrupig bekard.

## Utbredning och systematik
Rosastrupig bekard delas in i åtta underarter med följande utbredning:
- Pachyramphus aglaiae aglaiae – förekommer i södra kustvattnen i Mexiko (Guerrero, Oaxaca)
- Pachyramphus aglaiae albiventris – förekommer i sydöstra Arizona och västra Mexiko (i söder till Guerrero och Zacatecas)
- Pachyramphus aglaiae gravis – förekommer i södra Texas och nordöstra Mexiko (Tamaulipas till San Luis Potosí)
- Pachyramphus aglaiae hypophaeus – förekommer i  Belize och Honduras till väst-central Costa Rica
- Pachyramphus aglaiae insularis - förekommer i ögruppen Islas Marías (västra Mexiko)
- Pachyramphus aglaiae latirostris – förekommer i Stillahavssluttningen av norra El Salvador och nordvästra Costa Rica
- Pachyramphus aglaiae sumichrasti – förekommer i lågland från sydöstra Mexiko (Veracruz) till västra Guatemala
- Pachyramphus aglaiae yucatanensis – förekommer i sydöstra Mexiko (Yucatán, Campeche och Quintana Roo)

## Levnadssätt
Rosastrupig bekard hittas i olika sorters skogskanter, bland annat i tall- och ekskogar, men i USA främst i flodnära höga plataner eller popplar. Fågeln är ensamlevande, men kan slå följe med skogssångare och kungsfåglar. Den födosöker främst i träd på jakt efter insekter, frukt och frön. Arten bygger ett stort, klotformat bo som hängs längst ut på en lång gren.

## Status och hot
Arten har ett stort utbredningsområde och en stor population med stabil utveckling och tros inte vara utsatt för något substantiellt hot. Utifrån dessa kriterier kategoriserar internationella naturvårdsunionen IUCN arten som livskraftig (LC). Världspopulationen uppskattas till två miljoner individer.

## Namn
Fågelns vetenskapliga artnamn hedrar Aglaé Brelay (född Delmestre, 1800-1879), hustru till franske specimensamlaren Charles Brelay.